# Anton Filippov
Anton Filippov (Tasjkent, 6 december 1986) is een Oezbeeks schaker met FIDE-rating 2592 in 2017. Hij is sinds 2008 een grootmeester (GM).   

## Individuele resultaten
- Filippov won in 2001, in Doha, het Aziatische schaakkampioenschap voor jeugd tot 16 jaar,[2] en in 2004 het Aziatische schaakkampioenschap voor jeugd tot 18 jaar.[3]
- In 2007 werd hij gedeeld 1e–3e met Vladimir Egin en Timur Garejev in het schaakkampioenschap van Oezbekistan.[4]
- In 2008 won hij het eerste Open Kampioenschap van Kuala Lumpur[5] en werd gedeeld 4e–8e met Tamaz Gelashvili, Constantin Lupulescu, Nidjat Mamedov en Alexander Zubarev in het Open Romgaz toernooi in Boekarest.[6]
- In 2009, won hij de vierde President Gloria Macapagal Arroyo Cup in Manilla,[7] en werd hij gedeeld tweede met Shakhriyar Mamedyarov in het vierde Calcutta Open toernooi,[8] gedeeld 3e–8e met Vadim Malakhatko, Elshan Moradiabadi, Merab Gagunashvili, Alexander Shabalov en Niaz Murshed in het Ravana Challenge toernooi in Colombo.[9]
- Hij kwalificeerde zich voor de FIDE World Cup 2009, waar hij in de eerste ronde werd uitgeschakeld door Surya Shekhar Ganguly.[10]
- In 2010 werd hij in de eerste Florencio Campomanes Memorial in Manilla gedeeld 3e–6e met  Ding Liren, Zhou Jianchao en Merab Gagunashvili.[11]
- In 2010 won hij het eerste  Shukhrat Safin Memorial in Tasjkent.[12]
- In 2011 werd hij gedeeld 1e–3e met Tigran L. Petrosjan en Marat Dzhumaev bij het  Georgy Agzamov Memorial in Tasjkent.[13]

## Schaakolympiades
Filippov speelde voor Oezbekistan in de Schaakolympiades van 2004, 2006, 2010, 2012 en 2014.  Bij de Schaakolympiade in 2012 (Istanboel) won hij voor zijn individuele prestatie aan bord 2 een zilveren medaille.

## Externe koppelingen
- (en)   Informatie over schaakpartijen van Anton Filippov op ChessGames.com
- (en)   Informatie over schaakpartijen van Anton Filippov op 365chess.com
- (en)  FIDE-ratinggegevens voor Anton Filippov